# Объект (философия)
Объе́кт (лат. objectum «предмет») — философская категория, обозначающая вещь, явление или процесс, на которые направлена предметно-практическая, управляющая и познавательная деятельность субъекта (наблюдателя); при этом в качестве объекта может выступать и сам субъект. Субъектом может быть личность, социальная группа или всё общество. Понятие объекта (obiectum) использует Фома Аквинский для обозначения того, на что направлено желание, стремление или воля.